# Kościół ewangelicki we Wrocławiu (Psie Pole)
Kościół ewangelicki na Psim Polu – dawny ewangelicki kościół, znajdujący się na Psim Polu, przy dzisiejszej ul. Sycowskiej we Wrocławiu.